# Agnesiella matsumurai
Agnesiella matsumurai är en insektsart som beskrevs av Irena Dworakowska 1982. Agnesiella matsumurai ingår i släktet Agnesiella och familjen dvärgstritar.
Artens utbredningsområde är Taiwan. Inga underarter finns listade i Catalogue of Life.